# Brekingsindex

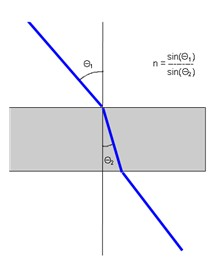
De brekingsindex schematisch voorgesteld.

De brekingsindex van een medium is de verhouding tussen de fasesnelheid van licht in vacuüm {\displaystyle c} en de fasesnelheid {\displaystyle v} van licht in dat medium. Verschillen in brekingsindex spelen een rol bij onder andere het verschijnsel breking. Een lichtstraal die het grensvlak van twee media passeert wordt gebroken, als de lichtsnelheden in de beide media verschillen. De index wordt gebruikt om de hoek van breking te berekenen. Omdat het een verhouding is tussen twee gelijksoortige grootheden is de brekingsindex dimensieloos en heeft dus geen eenheid. Omdat de lichtsnelheid in alle stoffen lager is dan de lichtsnelheid in het vacuüm, is de brekingsindex in principe altijd groter dan 1. Er bestaan echter ook zogenaamde metamaterialen met een negatieve brekingsindex.
Als een lichtbundel vanuit vacuüm een doorzichtig medium binnentreedt, is er volgens de wet van Snellius een constante verhouding tussen de sinus van de hoek van inval {\displaystyle \theta _{1}} en de sinus van de brekingshoek {\displaystyle \theta _{2}}. Deze constante verhouding is gelijk aan de brekingsindex {\displaystyle n} van die stof.
{\displaystyle n={\frac {\sin(\theta _{1})}{\sin(\theta _{2})}}={\frac {c}{v}}}
Voor de brekingsindex geldt de betrekking:
{\displaystyle n={\sqrt {\varepsilon _{r}\,\mu _{r}}}},
waarin {\displaystyle \varepsilon _{r}} de relatieve elektrische permittiviteit is, en {\displaystyle \mu _{r}} de relatieve magnetische permeabiliteit is. Voor de meeste materialen geldt dat {\displaystyle \mu _{r}} bijna gelijk is aan 1, zodat {\displaystyle n} ongeveer gelijk is aan {\displaystyle {\sqrt {\varepsilon _{r}}}}.
De brekingsindex werd vroeger ook in de schaal van Zeiss uitgedrukt.

## Toepassing
Het meten van de brekingsindex vergt weinig tijd en ervaring. Ook de apparatuur ervoor, refractometer genoemd, is niet echt duur. In de organische chemie wordt de brekingsindex toegepast als goedkope en snelle methode om de identiteit van een verbinding vast te stellen. In de suikerindustrie wordt de brekingsindex als concentratiemeting toegepast. Deze laatste toepassing is zelfs zo belangrijk (geweest) dat de meeste refractometers met een speciale schaal voor de Brix-waarde zijn uitgerust waarmee de suikerconcentratie direct afgelezen kan worden.

## Totale terugkaatsing (reflectie)
Ook als licht uittreedt naar een optisch minder dichte stof (bijvoorbeeld van glas naar water, of van water naar lucht) geldt voor de verhouding van de sinussen van invalshoek en uittreedhoek:
{\displaystyle {\frac {\sin(\theta _{1})}{\sin(\theta _{2})}}<1}
Omdat de uittreedhoek {\displaystyle \theta _{2}} niet groter kan zijn dan 90°, is er een grenswaarde {\displaystyle \theta _{g}} aan de invalshoek {\displaystyle \theta _{1}} waarbij {\displaystyle \sin(\theta _{2})=1}. Deze grenshoek wordt bepaald door:
{\displaystyle \sin(\theta _{g})={\frac {n_{2}}{n_{1}}}}
Daarin zijn {\displaystyle n_{1}} en {\displaystyle n_{2}} de respectievelijke brekingsindices.
Als de invalshoek groter is dan de grenshoek wordt de lichtstraal niet meer gebroken, maar totaal gereflecteerd. Van deze totale interne reflectie wordt gebruikgemaakt in onder andere de prisma's van prismakijkers. De schittering van geslepen edelstenen (met name diamant, met een brekingsindex van 2,4) wordt voor een belangrijk deel door totale reflectie veroorzaakt, net zoals de geleiding van licht door glasvezels en luchtspiegelingen.
De fresnelvergelijkingen beschrijven hoe ook zonder totale reflectie afhankelijk van de beide brekingsindices een deel van de invallende intensiteit wordt gereflecteerd. Hierbij blijken de twee lineaire polarisaties waarin een lichtgolf kan worden ontbonden, zich zeer verschillend te gedragen.

## Afhankelijkheid van de golflengte
De brekingsindex van een materiaal is verschillend voor licht van verschillende golflengtes, dus voor verschillende kleuren. Dit verschijnsel wordt dispersie of kleurschifting genoemd. Als gevolg van kleurschifting valt wit licht na breking uiteen in een spectrum van de samenstellende kleuren. Als het licht door een vlakke plaat valt, bijvoorbeeld een glazen ruit, treedt het tweemaal gebroken licht weliswaar weer uit onder dezelfde hoek als waarmee het inviel, maar is toch iedere lichtstraal uiteengevallen. De kleurschifting is daardoor maar gering en voornamelijk te zien aan de randen van voorwerpen. Dit is in de figuur aangegeven. Als het licht door een voorwerp straalt dat niet twee parallelle zijden heeft, zoals door een prisma, treden de verschillende kleuren door het verschil in brekingsindex onder verschillende hoeken uit en wordt het kleurenspectrum duidelijk zichtbaar. Het verschil in brekingsindex is de oorzaak van chromatische aberratie, een bekende fout van lenzen, en ook de oorzaak van de regenboog, door de inwendige weerkaatsing en breking van het zonlicht in regendruppels.
In het algemeen geldt dat de brekingsindex van een bepaald materiaal toeneemt, naarmate de golflengte korter wordt. Onderstaande waarden zijn voorbeelden van de brekingsindex voor een golflengte van 589,3 nanometer (licht van natriumlampen - de meest gebruikte meetgolflengte):
| materiaal         | brekingsindex |
| ----------------- | ------------- |
| vacuüm            | 1             |
| lucht             | 1,00029       |
| water             | 1,333         |
| diamant           | 2,419         |
| kooldioxide       | 1,00045       |
| waterstof         | 1,000132      |
| helium            | 1,000036      |
| benzeen           | 1,50          |
| ethanol           | 1,36          |
| glycerine         | 1,47          |
| methanol          | 1,33          |
| flintglas         | 1,58          |
| ijs               | 1,31          |
| kroonglas         | 1,52          |
| kwartsglas        | 1,46          |
| plexiglas         | 1,49          |
| polycarbonaat     | 1,60          |
| polymethylpentene | 1,46          |

## Brekingsindex van een gas
De brekingsindex {\displaystyle n} van een zuiver gas is afhankelijk van de dichtheid {\displaystyle \rho } van het gas en wordt bij benadering gegeven door:
{\displaystyle n=1+\rho k},
waarin {\displaystyle k} de constante van Gladstone-Dale is, genoemd naar de Engelse scheikundigen John Hall Gladstone (1827-1902) en T.P. Dale, die deze afhankelijkheid in 1858 formuleerden.
Voor helium en argon zijn deze constanten:
{\displaystyle k_{\text{He}}=2\cdot 10^{-4}} m³/kg
{\displaystyle k_{\text{Ar}}=1{,}6\cdot 10^{-4}} m³/kg
Voor een gasmengsel is de constante van Gladstone-Dale een gewogen som van de constanten van de samenstellende delen.

## Negatieve brekingsindex
In 2001 beschreven wetenschappers van de Universiteit van Californië te San Diego een ongebruikelijk samengesteld materiaal met een negatieve brekingsindex, metamateriaal. Bij dit soort materiaal bevinden de gebroken straal en de invallende straal zich aan dezelfde kant van de loodlijn op het oppervlak. Dit materiaal bestond uit een mengsel van vezelglas en koperen ringetjes en draden die microgolven op een nieuwe manier geleiden. In 2007 was een team onder leiding van Henri Lezec van het California Institute of Technology in Pasadena in staat om negatieve breking op te wekken bij zichtbaar licht. Hiervoor bouwden ze een prisma dat bestond uit gelaagd metaal met daarin vele gaatjes op nanoschaal.
airy-schijf · amplitude · brekingsindex · brewsterhoek · dopplereffect · fase · foto-elektrisch effect · frequentie · fresnelvergelijkingen · fresnel-zoneplaat · getal van Abbe · golffront · golflengte · holografie · intensiteit · interferometer ·  laser · lasersnijden · lichtenergie · lichtgrootheden en -eenheden · lichtmeter · lichtsnelheid · lichtsterkte · lichtstroom · Mach-Zehnder-interferometer · Michelson-interferometer · ooggevoeligheid · optische vezel · polarimeter · polarisatie · poynting-vector · principe van Huygens-Fresnel · principe van Fermat · prisma · schlierenoptica · specifieke lichtstroom · stralingsdeler · tralie · transversale golf · verlichtingssterkte · wet van Bragg
infrarood · kleur · licht · monochromatisch licht · spectrum · ultraviolet · wit licht
absorptie · coherentie · diffractie · dispersie · interferentie · lichtbreking · reflectie · totale interne reflectie · transmissie
emissie · gestimuleerde emissie · fluorescentie · fosforescentie · luminantie · luminescentie
fluorescentiespectroscopie · spectraalanalyse · spectraallijn · Spectroscopie · UV/VIS-spectroscopie
halo · newtonring
David Brewster · Christian Doppler · Charles Fabry · Pierre de Fermat · Joseph von Fraunhofer · Dennis Gabor · Augustin Fresnel · Heinrich Hertz · Christiaan Huygens · Hendrik Lorentz · Albert Michelson · James Clerk Maxwell · Edward Morley · Isaac Newton · Alfred Pérot · Thomas Young